# Revolta slovacă (1848-1849)

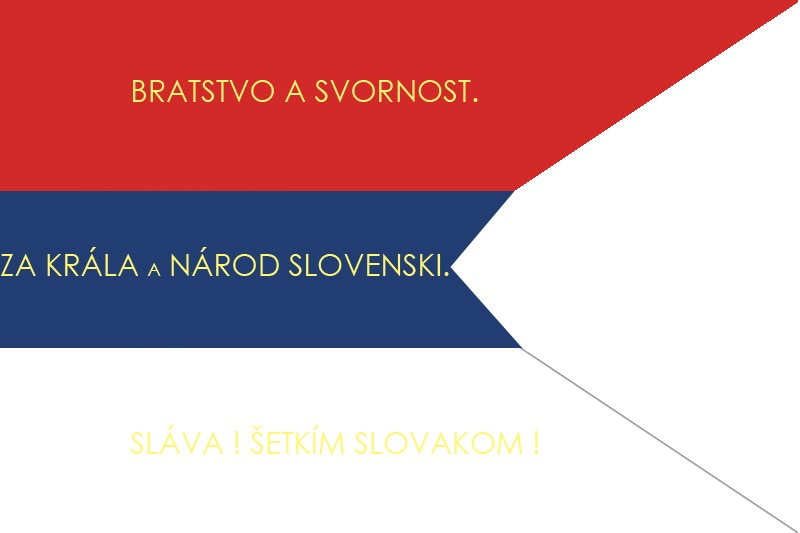
Steagul asociațiilor de voluntari slovaci cu inscripția: „Frăție și unire. Pentru crai și pentru norodul slovac. Slavă tuturor slovacilor!“

În istoria Slovaciei, Revolta slovacă din septembrie 1848 până în noiembrie 1849 (a nu se confunda cu Revolta slovacă din 1944) este denumirea folosită pentru trei campanii armate slovace împotriva maghiarilor în cadrul revoluțiilor europene din 1848 și din 1849. 
Personalitățile conducătoare au fost slovacii Ľudovít Štúr, Jozef Miloslav Hurban, Michal Miloslav Hodža, Janko Kráľ și comandantul militar ceh Bedřich Bloudek.

## Vezi și
- Istoria Ungariei
- Revoluția Maghiară din 1848
- Cererile națiunii slovace